# Colpevole d'innocenza (film 1999)
Colpevole d'innocenza (Double Jeopardy) è un film del 1999 diretto da Bruce Beresford, con Tommy Lee Jones e Ashley Judd.

## Trama
Nick Parsons e sua moglie Elizabeth, soprannominata Libby, sono una coppia benestante di Whidbey Island (Washington). Abitano in una bella casa sul mare con il figlio Matthew, sono attivi nel campo del volontariato e hanno un'ampia cerchia di amici.
Un giorno, per accontentare la moglie appassionata velista, Nick prende in prestito da un conoscente una barca a vela, allo scopo di passare con lei un romantico fine settimana. Affidato Matthew a Angela, un'amica di famiglia, i due partono in un soleggiato sabato mattina. Quella stessa sera però, dopo aver fatto l’amore ed essersi poi addormentati, Libby si sveglia nel cuore della notte coperta di sangue, mentre Nick è scomparso. Presa dal panico, inizia a cercarlo, fino a quando, sulla prua della barca, trova un coltello per terra, ma proprio in quel momento viene intercettata da una vedetta della Guardia costiera.
Portata a riva, racconta l'episodio ma alle autorità risulta difficile crederle. Libby viene a sapere che Nick era sommerso dai debiti, e che la sua morte le permetterebbe di intascare i soldi dell'assicurazione sulla vita. Così, nonostante il corpo del marito non venga ritrovato, l'uomo viene dichiarato morto e Libby, accusata di omicidio, viene processata e condannata a otto anni di carcere.
Prima che si aprano le porte della prigione, Libby chiede alla sua amica Angela di prendersi cura del figlio Matthew per tutta la durata della sua detenzione. In seguito, Angela porta spesso Matthew a trovare la madre, fino a quando, un giorno, sparisce e Libby non riesce più a contattarla. Un giorno, con un espediente, Libby scopre che l'amica si è trasferita a San Francisco. Riesce a risalire al recapito telefonico della nuova casa in cui vive e la chiama, rimproverandola per essersene andata senza averle detto niente e di non averle più portato Matthew a farle visita. Successivamente, mentre parla con il figlio, Libby lo sente esclamare "Papà!", poi la comunicazione s'interrompe. Libby capisce allora che Nick è ancora vivo, che ha inscenato la sua morte per sfuggire ai creditori e che inoltre aveva da tempo una relazione con Angela. Quella sera stessa, mentre è indaffarata nella cucina del carcere, una delle detenute, ex avvocato, le consiglia di appellarsi al Quinto emendamento: ammettendo di aver ucciso suo marito, eviterà il protrarsi della detenzione. Poi, avendola una giuria già condannata per l'omicidio dell'uomo, qualora lei riuscisse a rintracciarlo, potrà ucciderlo senza venire condannata una seconda volta per lo stesso delitto.
Seguendo il consiglio ricevuto, Libby esce dal carcere con due anni d'anticipo e si trasferisce in una casa d'accoglienza per ex detenute gestita dal poliziotto Travis Lehman. Decide poi d'iniziare la sua ricerca di Nick partendo da Angela ma nessuno sembra volerla aiutare, nemmeno presso la scuola dove Angela lavorava come insegnante. Perciò una sera, introdottasi nella struttura dopo aver violato il coprifuoco impostole da Lehman, Libby riesce a impossessarsi della scheda personale di Angela, ma viene catturata da due agenti nella fuga e presa in custodia. Mentre si trova insieme a Lehman sul traghetto che la ricondurrà in prigione, Libby riesce a fuggire e viene a quel punto dichiarata latitante.
Dopo aver visitato sua madre per farsi dare un po’ di contanti, Libby riesce, fingendo di dover comprare una macchina a nome di Angela Green, a farsi dire il suo indirizzo ma quando arriva sul posto trova la sua casa abitata da un'altra famiglia. Chiedendo informazioni a una vicina, scopre che Angela è morta da diverso tempo a causa di una fuga di gas. Libby deduce che sia stato Nick a ucciderla, facendolo sembrare un tragico incidente. Si reca allora presso la biblioteca locale, per cercare la notizia negli archivi dei quotidiani cittadini. Quando riesce a trovare il trafiletto riguardante la vicenda, nota che sullo sfondo della foto che inquadra Angela c'è un dipinto di Kandinsky, il pittore preferito di suo marito. Fingendo di voler acquistare quel quadro, va alla locale galleria d'arte, dove riesce a risalire al nome e all'indirizzo dell'ultimo proprietario: Jonathan Devereaux, gestore di un albergo a New Orleans.
Libby si reca quindi sul posto e si intrufola in una festa dov'è presente il marito; durante una specie di asta organizzata dall'uomo in cui lui "vende" il suo stato di scapolo alla migliore offerente, Libby vince e si mostra a uno sconvolto Nick dicendo di volere il figlio in cambio del suo silenzio. Nick sembra accettare così, il giorno successivo, raggiunge Libby presso il locale cimitero. Egli riesce tuttavia a tramortire la moglie e a rinchiuderla dentro una bara che si trova all'interno di una cripta. Dopo non pochi tentativi, Libby riesce fortunatamente a liberarsi. Nel frattempo, Lehman, incuriosito dai movimenti e dalla determinazione della donna, si mette a indagare sul conto di Jonathan Devereaux, scoprendo che di lui non ci sono notizie vecchie più di tre anni. Insospettito, decide allora di farsi inviare delle vecchie patenti di guida, risalenti ai tempi cui Libby e Nick abitavano ancora a Whidbey Island, scoprendo che Nick Parsons e Jonathan Deveraux sono la stessa persona.
Conscio a questo punto dell'innocenza della donna, decide di aiutarla; la sera stessa, recatosi da Nick, dopo averlo messo di fronte alla sua scoperta, finge di chiedergli del denaro in cambio del suo silenzio. L'uomo accetta, confidandogli anche di aver "sistemato la questione" con la moglie. Poco dopo, però, Libby entra nella stanza e, tenendolo sotto tiro con la pistola, si fa dire dal marito dove si trova il figlio. Successivamente, però, mentre lei e Lehman stanno per lasciare la stanza, Nick estrae una pistola e spara al poliziotto ferendolo. Fra i due uomini nasce una colluttazione, ma proprio quando Nick sembra avere la meglio, Libby gli spara e lo uccide, salvando la vita a Lehman.
Giunta la polizia e un'ambulanza sul posto, i due ricevono le adeguate cure mediche e il giorno successivo si recano insieme nella scuola frequentata da Matthew, dove finalmente madre e figlio possono riabbracciarsi.

## Riconoscimenti
- 2000 - MTV Movie Awards
  - Nomination Miglior performance femminile a Ashley Judd
- 2000 - Blockbuster Entertainment Awards
  - Miglior attrice in un film di suspense a Ashley Judd
  - Nomination Miglior attore in un film di suspense a Tommy Lee Jones
  - Nomination Miglior attore non protagonista in un film di suspense a Bruce Greenwood

## Distribuzione

### Data di uscita
Il film è uscito negli USA il 24 settembre 1999 e in Italia il 4 febbraio 2000.